# Carlos Cardoso (jornalista)
Carlos Cardoso (Beira, 1951 – Maputo, 22 de novembro de 2000) foi um jornalista moçambicano assassinado quando investigava um presumível caso de corrupção em um dos maiores bancos de Moçambique. 

## Biografia
Iniciou a atividade jornalística em 1975, no semanário Tempo. Continuou na Rádio Moçambique e na Agência de Informação de Moçambique (AIM), onde foi diretor por dez anos. Durante vinte anos exerceu o jornalismo como uma forma de contribuir com o seu país.
O jornalista também dedicou-se às artes plásticas e realizou sua primeira exposição de pintura no ano de 1990, na cidade de Maputo, denominada de "Os habitantes do forno".
Depois de vários anos trabalhando em órgãos de imprensa do Estado (os únicos que existiam em Moçambique até à abertura política), Cardoso foi membro fundador da primeira cooperativa de jornalistas, a Mediacoop, proprietária do semanário "Savana" e do diário Mediafax, em 1992. Em 1997, fundou o seu próprio diário, também distribuído por fax, o "Metical" que, tal como o nome indica (Metical é a moeda de Moçambique), era virado essencialmente para questões económicas. 